# Tómbola (película)
Tómbola en España o Los enredos de Marisol en América es una película española de 1962 dirigida por Luis Lucia y protagonizada por Marisol.

## Argumento
Marisol es una alegre niña con una fantasía desbordante, que vive la vida como una aventura, donde la realidad tiene un segundo plano. Esa línea que define la fantasía de la realidad es invisible para Marisol. 
El día que en un museo descubre que están robando una pintura de incalculable valor, nadie parece creer la historia de la niña, que cae en manos de los tres ladrones, mientras los demás descubren la verdad de lo que contaba Marisol.

## Temas musicales
- Preludio
- Chiquitina
- Los reyes godos
- La Marselleise
- Una nueva melodía
- Tanguillos
- Tómbola
- Lobo, lobito
- Con los ojos abiertos
- Fandangos
- Final Tómbola